# Pfarrkirche Feldkirch-Levis

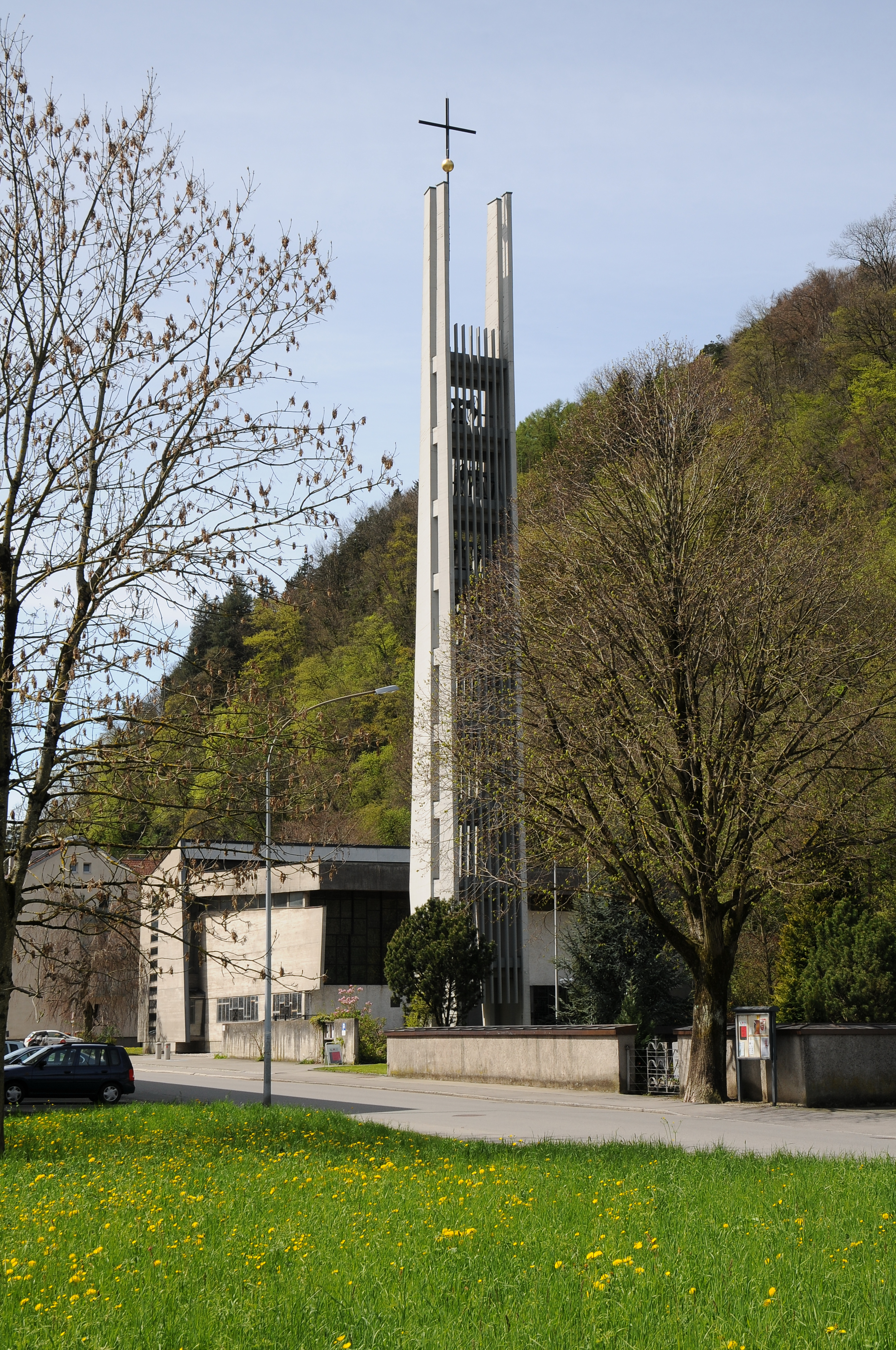
Pfarrkirche Maria Königin des Friedens in Feldkirch

Die römisch-katholische Pfarrkirche Feldkirch-Levis steht im Stadtteil Levis der Stadtgemeinde Feldkirch im Bezirk Feldkirch in Vorarlberg. Sie ist der heiligen Maria Königin des Friedens geweiht und gehört zum Dekanat Feldkirch in der Diözese Feldkirch. Das Bauwerk steht unter Denkmalschutz (Listeneintrag).

## Geschichte
Die Kirche wurde in den Jahren 1962 bis 1966 nach Plänen von Willi Ramersdorfer und German Meusburger erbaut und 1966 geweiht.

## Architektur
Kirchenäußeres
Die Kirche ist ein Saalbau mit Flachdach und freistehendem Kirchturm.
Kircheninneres
Die Kirche besteht aus einem Saalraum mit Flachdecke. Die Glasmalereien stammen von Martin Häusle aus den Jahren 1962 bis 1965. An der Altarrückwand ist ein Bild der Muttergottes von Martin Häusle aus dem Jahr 1964. An der linken Seitenwand sind die „Verkündigung des Herrn“, die „Anbetung der Könige“, „Christus als Sohn des Zimmermanns“, „Berufung der Jünger“, die „Hochzeit zu Kana“, „Christus als Lehrer“, die „Fischvermehrung“, die „Erweckung des Jünglings von Naim“, „Christus wandelt auf dem Wasser“, die „Verklärung auf dem Berg Tabor“, das „Letzte Abendmahl“ und die „Fußwaschung“ dargestellt. An der Eingangswand ist auf der linken Seite ein Engel und in weiterer Folge der „Apokalyptische Reiter“ sowie Heilige und bedeutende Priester aus Vorarlberg dargestellt: Der heilige Gebhard, der heilige Fidelis, der heilige Nikolaus von der Flüe, Carl Lampert, Abt Pfanner sowie Bischof Rudigier dargestellt. Auf der rechten Seite der Eingangswand ist Mose mit Szenen aus dem Alten Testament dargestellt. Alle Wandmalereien stammen von Martin Häusle aus den Jahren 1964 bis 1965. In der Taufkapelle sind Betonglasfenster mit Lebensbaum von Norbert Grebmer.

## Ausstattung
Der Ambo, der Taufstein und der Tabernakel stammen von Herbert Albrecht aus dem Jahr 1966. Das Kruzifix schuf Peter Dimml. Der Kreuzweg stammt aus der Hand von B. Wagner.

## Aufbahrungshalle
Im Nordwesten der Kirche befindet sich die Aufbahrungshalle. Sie wurde 1956 erbaut und hat Glasfenster von Martin Häusle aus dem Jahr 1962. Sie stellen Adam und Eva, eine Pietà und die Auferstehung dar.